# Gunsbach
Gunsbach [gynsbax] est une commune française située dans la circonscription administrative du Haut-Rhin et, depuis le 1er janvier 2021, dans le territoire de la Collectivité européenne d'Alsace, en région Grand Est.
Cette commune se trouve dans la région historique et culturelle d'Alsace.

## Géographie

### Localisation
|         | Orbey            | Labaroche   |
| Hohrod  | Gunsbach         | Wihr-au-Val |
| Munster | Griesbach-au-Val |             |

### Sismicité
La commune est située en zone sismique 3 « modérée ».

### Hydrographie
La commune est dans le bassin versant du Rhin au sein du bassin Rhin-Meuse. Elle est drainée par la Fecht,.
La Fecht, d'une longueur de 49 km, prend sa source dans la commune de Metzeral et se jette  dans l'Ill à Illhaeusern, après avoir traversé 19 communes. Les caractéristiques hydrologiques de la Fecht sont données par la station hydrologique située sur la commune de Wihr-au-Val. Le débit moyen mensuel est de 4,34 m3/s. Le débit moyen journalier maximum est de 59,1 m3/s, atteint lors de la crue du 5 janvier 2018. Le débit instantané maximal est quant à lui de 82,9 m3/s, atteint le 4 janvier 2018.

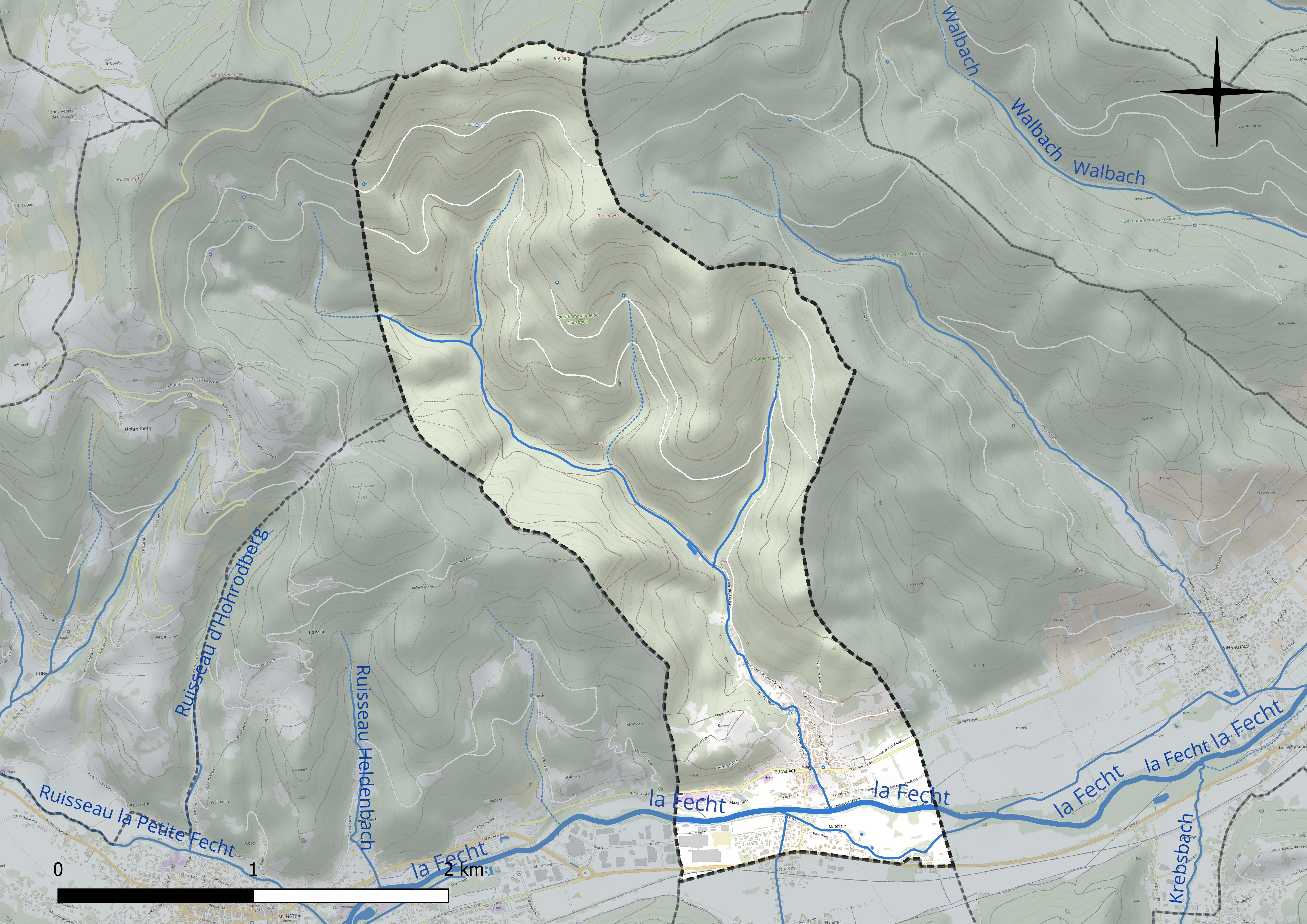
Réseau hydrographique de Gunsbach.

### Climat
Pour des articles plus généraux, voir Climat du Grand Est et Climat du Haut-Rhin.
En 2010, le climat de la commune est de type climat de montagne, selon une étude du Centre national de la recherche scientifique s'appuyant sur une série de données couvrant la période 1971-2000. En 2020, Météo-France publie une typologie des climats de la France métropolitaine dans laquelle la commune est exposée à un climat semi-continental et est dans la région climatique  Vosges, caractérisée par une pluviométrie très élevée (1 500 à 2 000 mm/an) en toutes saisons et un hiver rude (moins de 1 °C). 
Pour la période 1971-2000, la température annuelle moyenne est de 10 °C, avec une amplitude thermique annuelle de 17,1 °C. Le cumul annuel moyen de précipitations est de 1 099 mm, avec 11,2 jours de précipitations en janvier et 9,8 jours en juillet. Pour la période 1991-2020, la température moyenne annuelle observée sur la station météorologique de Météo-France la plus proche, « Munster_sapc », sur la commune de Munster à 3 km à vol d'oiseau, est de 10,4 °C et le cumul annuel moyen de précipitations est de 1 053,5 mm. 
La température maximale relevée sur cette station est de 38,3 °C, atteinte le 5 juillet 2015 ; la température minimale est de −19 °C, atteinte le 20 décembre 2009,,. 
Les paramètres climatiques de la commune ont été estimés pour le milieu du siècle (2041-2070) selon différents scénarios d'émission de gaz à effet de serre à partir des nouvelles projections climatiques de référence DRIAS-2020. Ils sont consultables sur un site dédié publié par Météo-France en novembre 2022.

## Urbanisme

### Typologie
Au 1er janvier 2024, Gunsbach est catégorisée bourg rural, selon la nouvelle grille communale de densité à sept niveaux définie par l'Insee en 2022.
Elle appartient à l'unité urbaine de Munster, une agglomération intra-départementale regroupant dix  communes, dont elle est une commune de la banlieue,,. Par ailleurs la commune fait partie de l'aire d'attraction de Colmar, dont elle est une commune de la couronne,. Cette aire, qui regroupe 95 communes, est catégorisée dans les aires de 50 000 à moins de 200 000 habitants,.

### Occupation des sols
L'occupation des sols de la commune, telle qu'elle ressort de la base de données européenne d’occupation biophysique des sols Corine Land Cover (CLC), est marquée par l'importance des forêts et milieux semi-naturels (80,9 % en 2018), une proportion identique à celle de 1990 (80,9 %). La répartition détaillée en 2018 est la suivante : 
forêts (80,9 %), zones agricoles hétérogènes (9,4 %), zones urbanisées (7,5 %), zones industrielles ou commerciales et réseaux de communication (1,3 %), terres arables (0,9 %). L'évolution de l’occupation des sols de la commune et de ses infrastructures peut être observée sur les différentes représentations cartographiques du territoire : la carte de Cassini (XVIIIe siècle), la carte d'état-major (1820-1866) et les cartes ou photos aériennes de l'IGN pour la période actuelle (1950 à aujourd'hui).

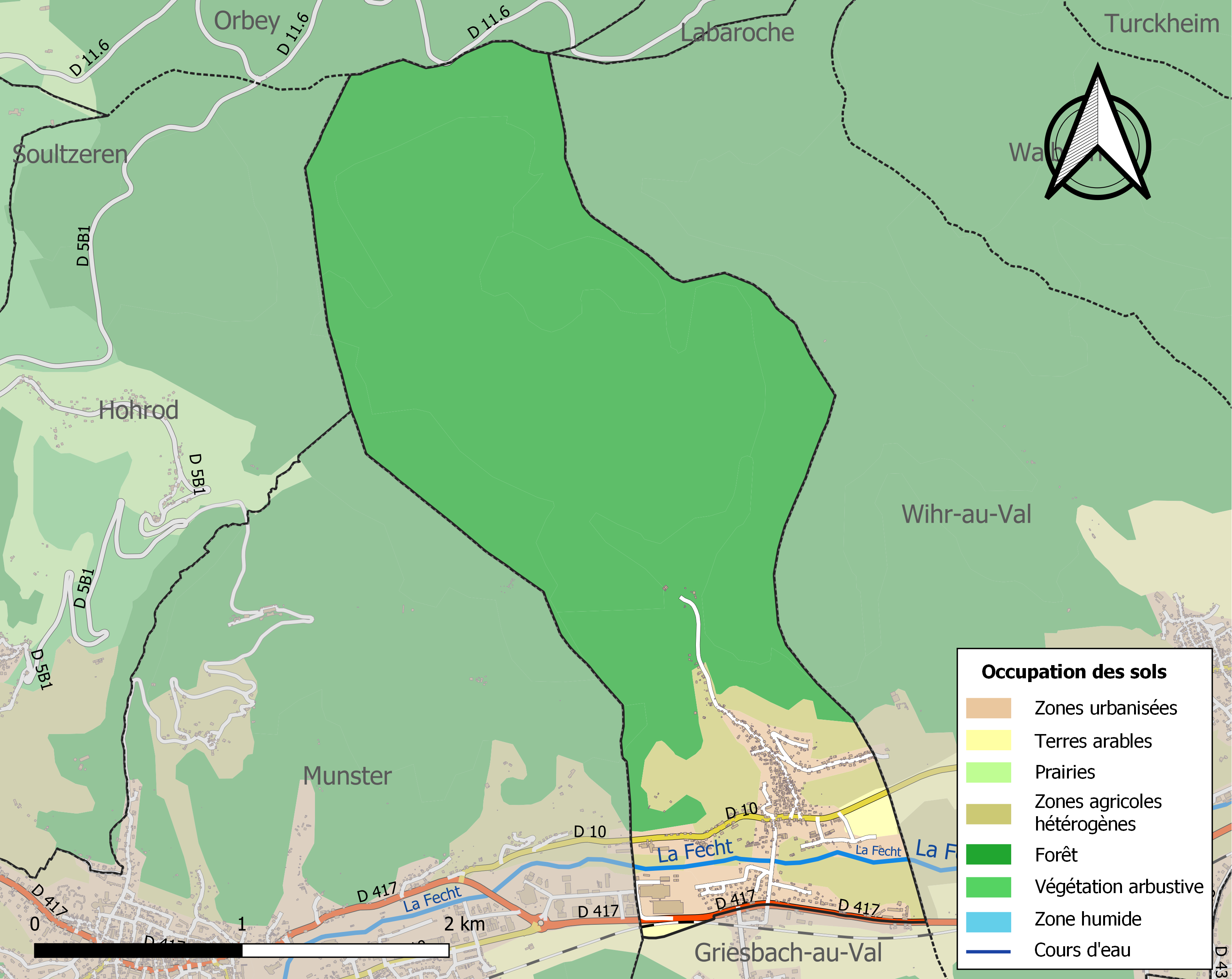
Carte des infrastructures et de l'occupation des sols de la commune en 2018 (CLC).

## Histoire

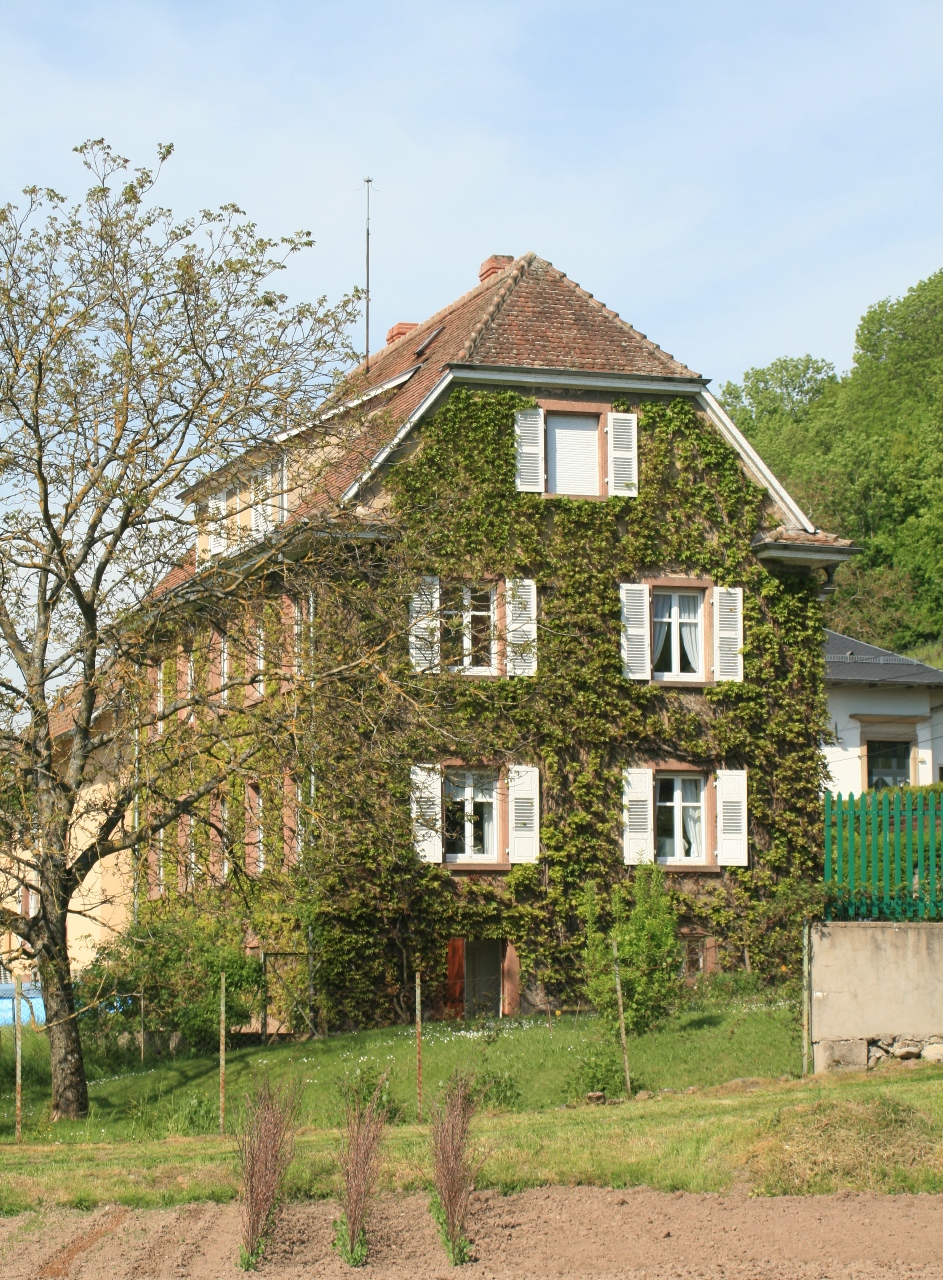
Musée Albert Schweitzer.

Les premières origines connues datent de 1285 quand la localité a été donnée en gage au Seigneur Conrad Werner de Hattstatt. En 1434, Gunsbach est vendu à la famille des Ribeaupierre et reste leur propriété jusqu'à la Révolution française en 1789.
Les appellations de la localité, ainsi que son orthographe, ont souvent été modifiés au cours des siècles. Dans un manuscrit du XIIIe siècle, on parle de Heinricus de Gunnisbach et Cunradus et Walterus de Gunnisbach....in Banno Gunnensbach ; en 1339, on trouve également Gonnisbach et Gunnespach ; de 1434 à 1536, Gunspach ; en 1575, Ginsbach ; en 1779, Guinspach ; de 1812 à 1857, de nouveau Gunspach. À partir de 1868, Gunsbach comme on l'écrit encore actuellement. L'interprétation du suffixe « Bach » provient de ruisseau ; le préfixe « Guns » pourrait provenir du nom germanique Guno désignant le genêt.
Gunsbach est connu dans le monde entier grâce à Albert Schweitzer, Prix Nobel de la paix, qui y passa de nombreuses années.

### Héraldique
| Blason de Gunsbach | Les armes de Gunsbach se blasonnent ainsi : « D'azur à trois serpes de vigneron d'argent, emmanchées d'or, appointées en abîme. » |

## Politique et administration

### Découpage territorial
La commune de Gunsbach est membre de la communauté de communes de la Vallée de Munster, un établissement public de coopération intercommunale (EPCI) à fiscalité propre créé le 30 mai 1996 dont le siège est à Munster. Ce dernier est par ailleurs membre d'autres groupements intercommunaux.
Sur le plan administratif, elle est rattachée à l'arrondissement de Colmar-Ribeauvillé, à la circonscription administrative de l'État du Haut-Rhin, en tant que circonscription administrative de l'État, et à la région Grand Est. 
Sur le plan électoral, elle dépendait jusqu'en 2020 du  canton de Wintzenheim pour l'élection des conseillers départementaux au sein du conseil départemental du Haut-Rhin. Depuis le 1er janvier 2021, elle dépend du même canton pour l'élection des conseillers d'Alsace au sein de la collectivité européenne d'Alsace.

### Liste des maires
| Période                                  | Période                   | Identité                                    | Étiquette | Qualité           |
| ---------------------------------------- | ------------------------- | ------------------------------------------- | --------- | ----------------- |
| mars 2001                                | 2014                      | Jean-Louis Schiele                          |           | Employé de banque |
| mars 2014                                | En cours (au 31 mai 2020) | André Tingey Réélu pour le mandat 2020-2026 |           |                   |
| Les données manquantes sont à compléter. |                           |                                             |           |                   |

### Budget et fiscalité 2015

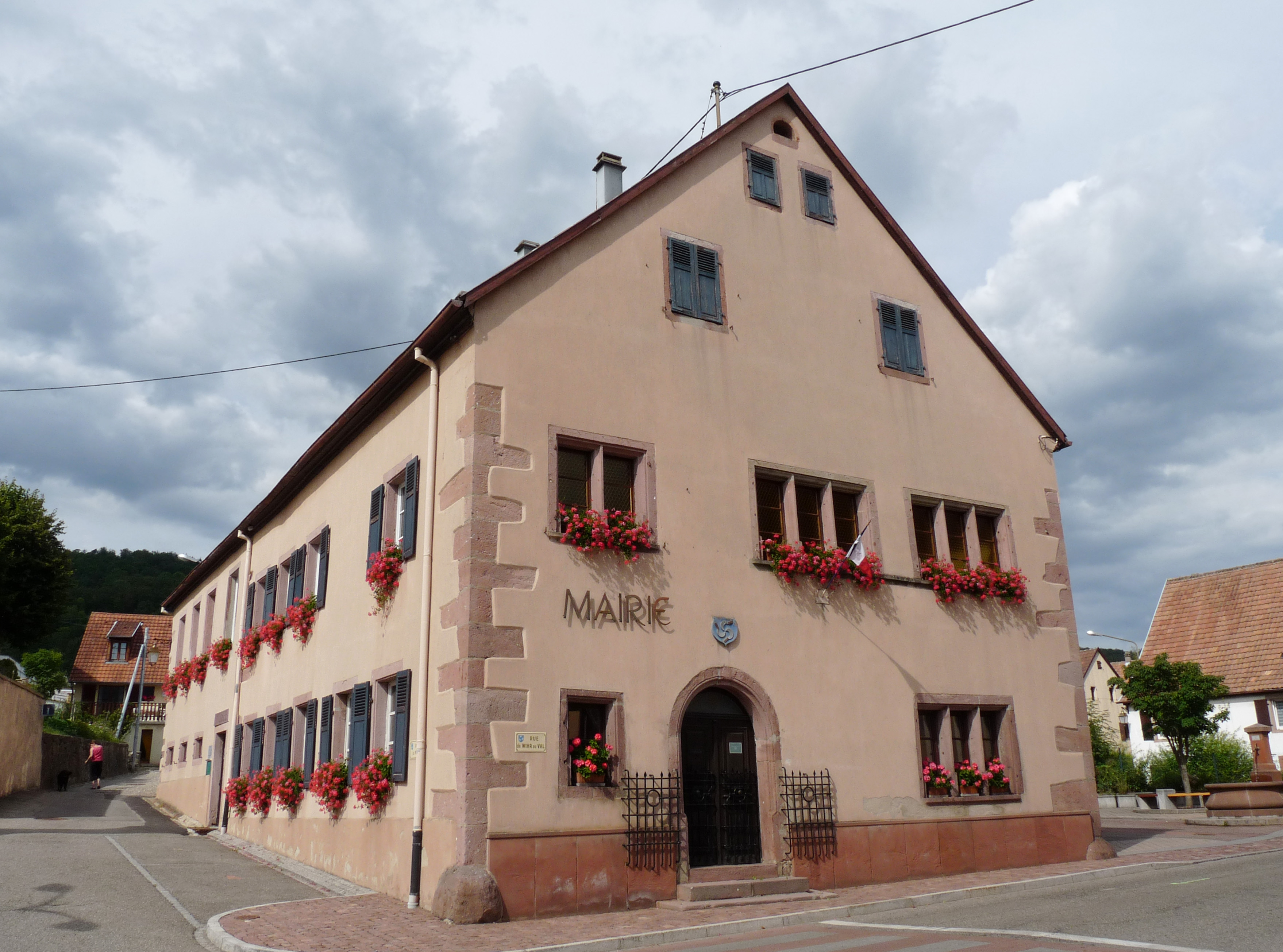
La mairie.

En 2015, le budget de la commune était constitué ainsi :
- total des produits de fonctionnement : 857 000 €, soit 895 € par habitant ;
- total des charges de fonctionnement : 642 000 €, soit 671 € par habitant ;
- total des ressources d'investissement : 253 000 €, soit 265 € par habitant ;
- total des emplois d'investissement : 278 000 €, soit 291 € par habitant ;
- endettement : 131 000 €, soit 137 € par habitant.

Avec les taux de fiscalité suivants :
- taxe d'habitation : 11,21 % ;
- taxe foncière sur les propriétés bâties : 11,60 % ;
- taxe foncière sur les propriétés non bâties : 83,53 % ;
- taxe additionnelle à la taxe foncière sur les propriétés non bâties : 0,00 % ;
- cotisation foncière des entreprises : 0,00 %.

## Démographie
L'évolution du nombre d'habitants est connue à travers les recensements de la population effectués dans la commune depuis 1793. Pour les communes de moins de 10 000 habitants, une enquête de recensement portant sur toute la population est réalisée tous les cinq ans, les populations de référence des années intermédiaires étant quant à elles estimées par interpolation ou extrapolation. Pour la commune, le premier recensement exhaustif entrant dans le cadre du nouveau dispositif a été réalisé en 2007.

En 2022, la commune comptait 864 habitants, en évolution de −6,29 % par rapport à 2016 (Haut-Rhin : +0,66 %, France hors Mayotte : +2,11 %).
| 1793 | 1800 | 1806 | 1821 | 1831 | 1836 | 1841 | 1846 | 1851 |
| ---- | ---- | ---- | ---- | ---- | ---- | ---- | ---- | ---- |
| 529  | 527  | 639  | 615  | 798  | 864  | 907  | 962  | 991  |

| 1856 | 1861 | 1866 | 1871 | 1875 | 1880 | 1885 | 1890 | 1895 |
| ---- | ---- | ---- | ---- | ---- | ---- | ---- | ---- | ---- |
| 909  | 858  | 856  | 870  | 832  | 809  | 812  | 817  | 837  |

| 1900 | 1905 | 1910 | 1921 | 1926 | 1931 | 1936 | 1946 | 1954 |
| ---- | ---- | ---- | ---- | ---- | ---- | ---- | ---- | ---- |
| 878  | 832  | 784  | 731  | 726  | 761  | 742  | 699  | 628  |

| 1962 | 1968 | 1975 | 1982 | 1990 | 1999 | 2006 | 2007 | 2012 |
| ---- | ---- | ---- | ---- | ---- | ---- | ---- | ---- | ---- |
| 636  | 633  | 650  | 702  | 709  | 789  | 900  | 916  | 941  |

| 2017 | 2022 | - | - | - | - | - | - | - |
| ---- | ---- | - | - | - | - | - | - | - |
| 907  | 864  | - | - | - | - | - | - | - |

## Économie

### Agriculture, entreprises et commerces
- Marcairie, « Maison du Fromage »[28].

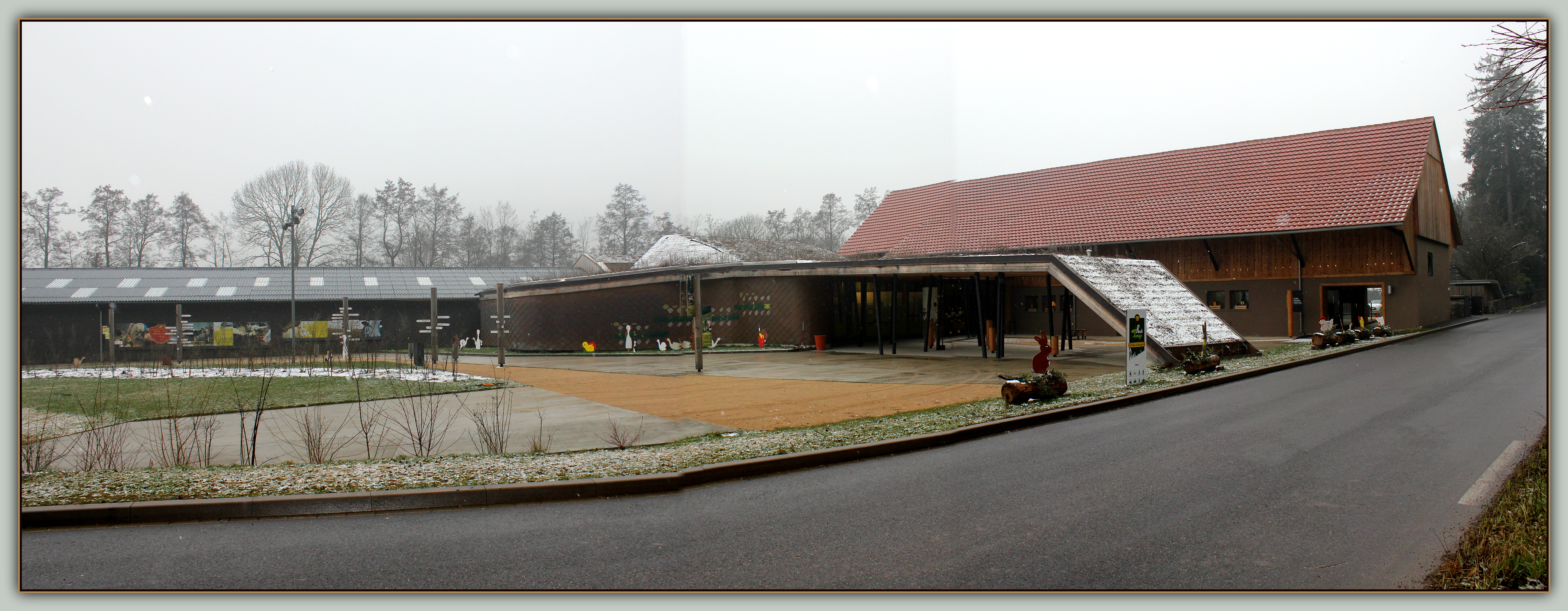
Marcairie « Maison du Fromage ».

- La taillanderie et le moulin étaient actionnés par les eaux du ruisseau dit « Dorfbaechle »[29].
- Moulin à farine et à huile, puis ferme dite Haagmühle, actuellement centre d'insémination artificielle[30],[31].
- Usine textile du Muhlele[32],[33].
- Chaufferie de la filature et tissage Kiener[34].
- Moulin à farine de Gunsbach, puis ferme Miclo, actuellement maison[35].
- Atelier de fabrication (tissage de coton), actuellement logement[36].

## Lieux et monuments

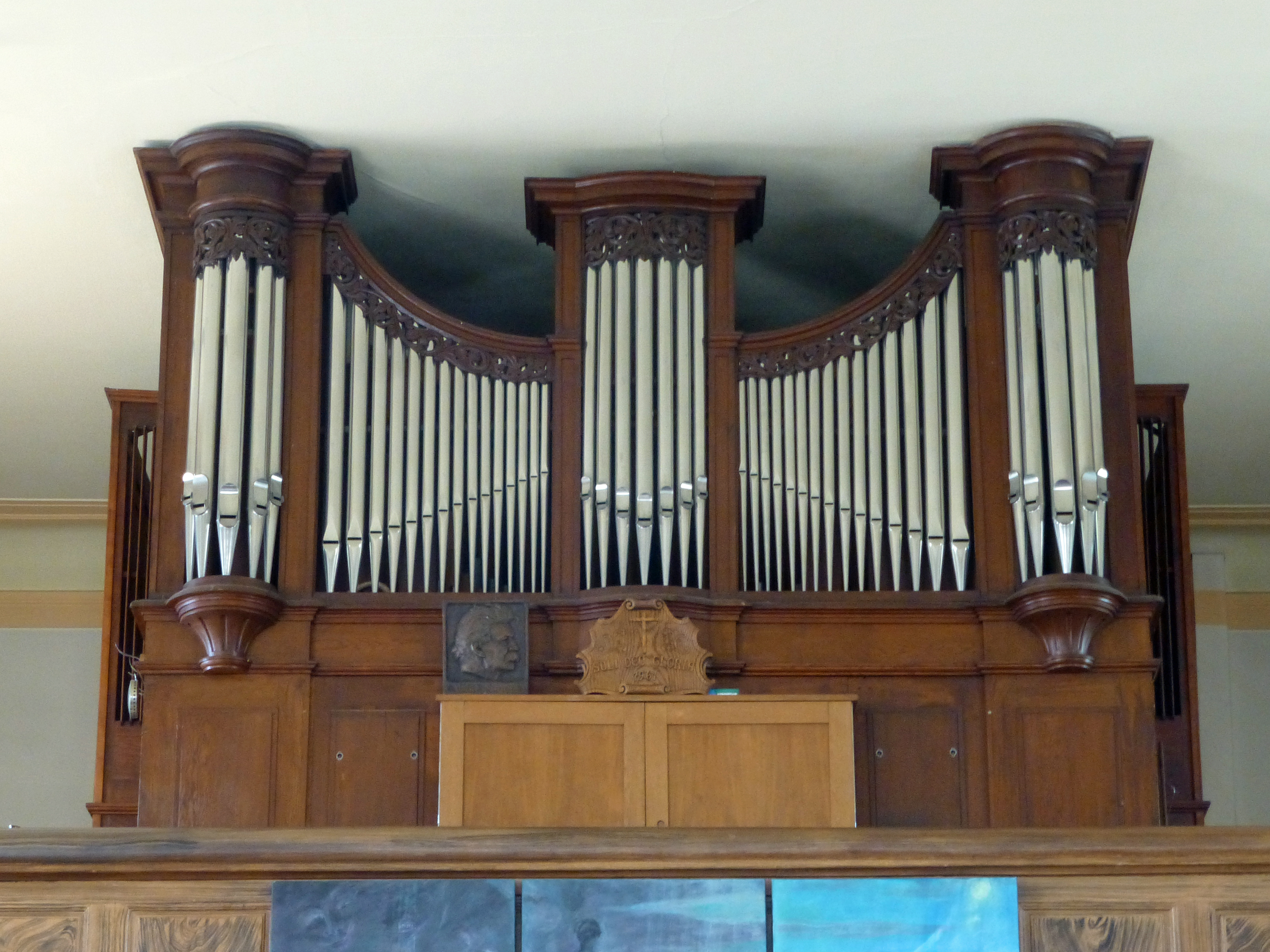
Orgue de l'église Saint-Imier (simultaneum).

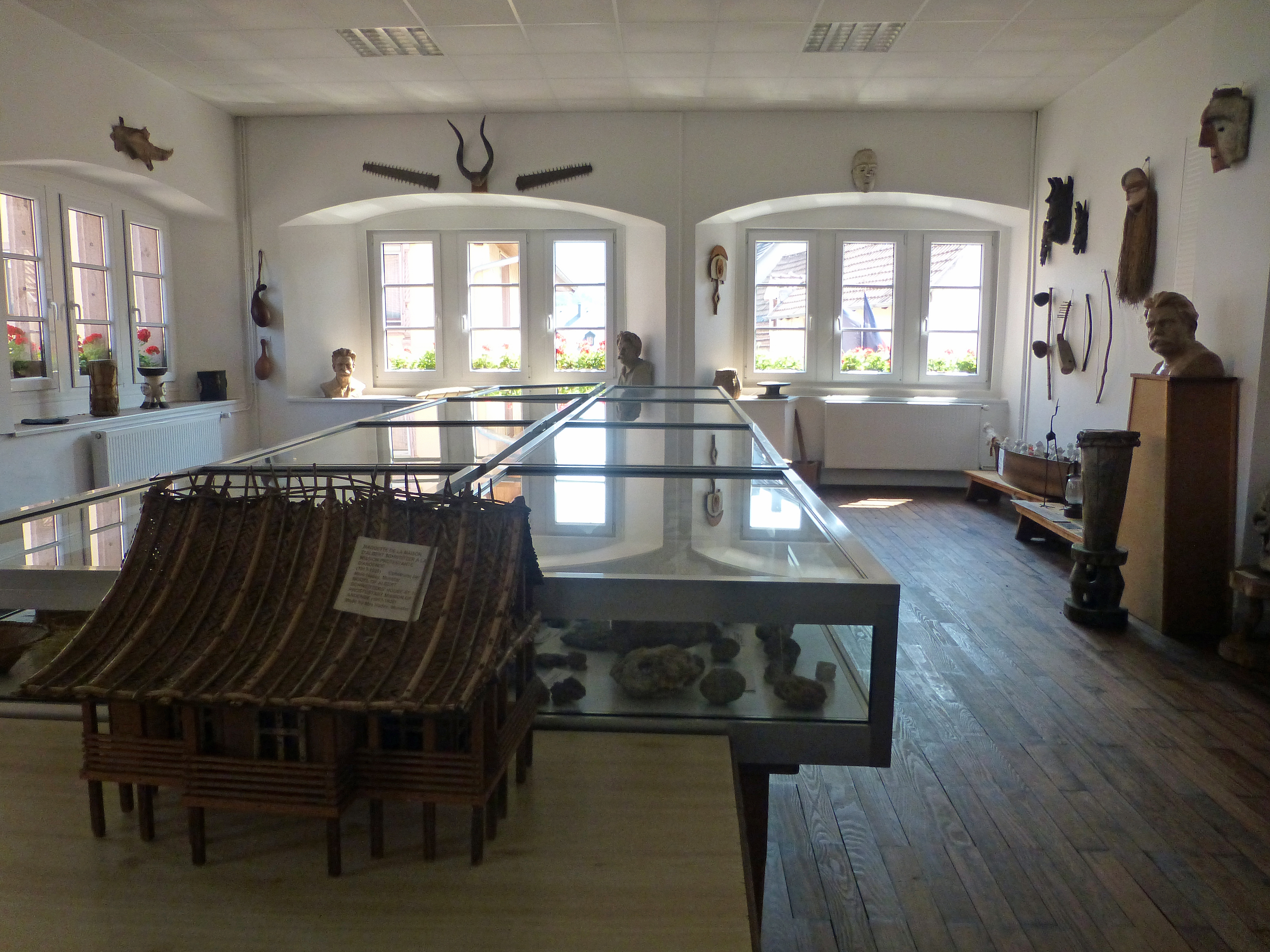
Salle d'exposition au premier étage de hôtel de ville.

- Gusnbach est l'une des quelque 50 localités d'Alsace dotées d'une église simultanée[37],

sa cloche de 1414,
et son orgue de 1828,,
En 1951-1952, Albert Schweitzer a enregistré dans l'église plusieurs compositions pour orgue de Jean-Sébastien Bach, dont Gelobet seist du, Jesu Christ (BMV 604), Ich ruf zu dir, Herr Jesu Christ (BMV 639) et Alle Menschen müssen sterben (BMV 643).
- Presbytère protestant, actuellement maison[42].
- Maison, puis presbytère protestant[43].
- Musée Albert-Schweitzer (Gunsbach)[44].
- Musée africain[45].
- Mairie, école[46].
- Fontaine de 1595[47] et puits de 1815[48] et de 1819[49].
- Monument aux morts[50].
- Cimetière[51].

## Personnalités liées à la commune
Corentin Shuck (12 août 1999 - ), pratiquant le handi-trampoline au niveau national, est originaire de la commune. Le 27 juin 2024, il porte sur 200 mètres la flamme olympique à Metz, à l'occasion des Jeux Olympiques de Paris. Il a remporté en 2018 le championnat de France de handi-trampoline dans la catégorie des hommes plus de 14 ans. Il s'entraîne à l'Union Acrobatique de Metz Moselle (UA2M).